# Opel Insignia A
La Insignia A è la prima generazione della Opel Insignia, un'autovettura di fascia medio-alta appartenente al segmento D prodotta dal 2008 al 2017 dalla casa automobilistica tedesca Opel. Si tratta della vettura di punta o ammiraglia della casa.

## Storia e caratteristiche

### Genesi del modello
Le prime avvisaglie di ciò che sarebbe stata la futura Opel Insignia si videro già alla fine del 2003 al Salone dell'automobile di Francoforte, quando venne presentato il prototipo Insignia Concept, le cui soluzioni stilistiche avrebbero caratterizzato l'intera produzione della casa di Rüsselsheim avviata cinque anni più tardi.
Questo prototipo è stato lanciato un anno e mezzo dopo l'avvio della commercializzazione della terza serie della Opel Vectra, perciò ebbe il tempo di essere aggiornato in tempo per la sua produzione in serie. All'inizio del 2008 la Insignia venne ripresentata in veste quasi definitiva, dichiarando che entro pochi mesi avrebbe preso il posto della Vectra C.

### Debutto

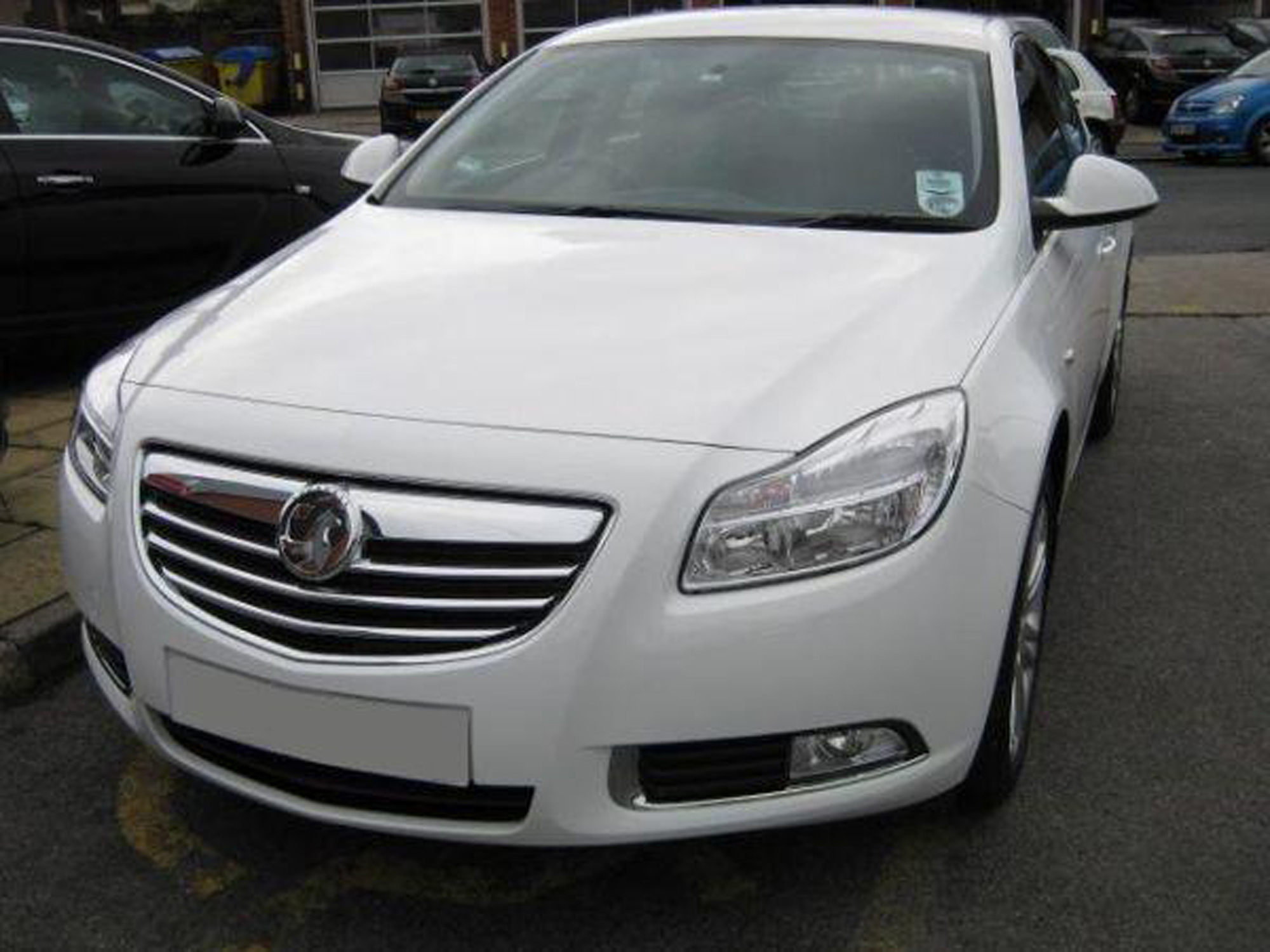
Una Vauxhall Insignia, in cui varia dalla sorella tedesca solo il logo e la guida a destra

Il lancio della Insignia è avvenuto nell'autunno del 2008 dopo la presentazione al Salone dell'automobile di Londra, dove la Insignia (a marchio Vauxhall) è stata calata dal cielo attraverso un sistema di pulegge collegate ad una gru. Inizialmente la produzione è stata limitata al solo mercato tedesco, per poi diffondersi negli altri mercati all'inizio del 2009. Nel frattempo sono state diffuse anche le prime foto della versione station wagon, denominata Sports Tourer, che avrebbe affiancato la berlina all'inizio del 2009.
In realtà la Insignia sostituisce anche l'Opel Signum; inoltre, dal momento che nel listino Opel manca una ammiraglia già da alcuni anni (l'ultima è stata la Opel Omega uscita di produzione nel 2003) l'Insignia diventa vettura di riferimento per il marchio.

### Design
La Insignia era caratterizzata da un design di rottura con l'antenata: sparite le linee spigolose e pesanti della terza generazione della Vectra, per dare spazio ad uno disegno più morbido, per nulla affine a quello del modello uscente. Ciò è dovuto al nuovo corso stilistico intrapreso dal responsabile del design Opel, Mark Adams, che di lì ad alcuni anni avrebbe esteso tali concetti anche nel resto della produzione Opel/Vauxhall. Ma il vero deus ex machina per quanto riguarda il design dell'Insignia fu uno stretto collaboratore di Adams, vale a dire Bertrand Bach. Nella versione destinata al Regno Unito, la Insigna è la prima auto Vauxhall a non adottare nella mascherina anteriore la tipica griglia a V (che rappresentava la lettera iniziale del marchio) adottata per la prima volta nel 1994, ma un cerchio contenente il logo Vauxhall leggermente ridisegnato con le lettere incise nella parte alta. Internamente, seppur i progettisti avessero puntato sull'ergonomia, la consolle centrale era troppo ricca di pulsanti che potevano generare confusione o errori nel premere un pulsante al posto di un altro. Tale pecca sarebbe stata risolta negli anni successivi.
La Insignia è stata declinata inizialmente in due versioni: berlina a 4 porte e berlina a 5 porte. L'accoglienza da parte della stampa fu decisamente buona, facendo sì che si aggiudicasse il premio di Auto dell'anno per il 2009.

### Tecnica

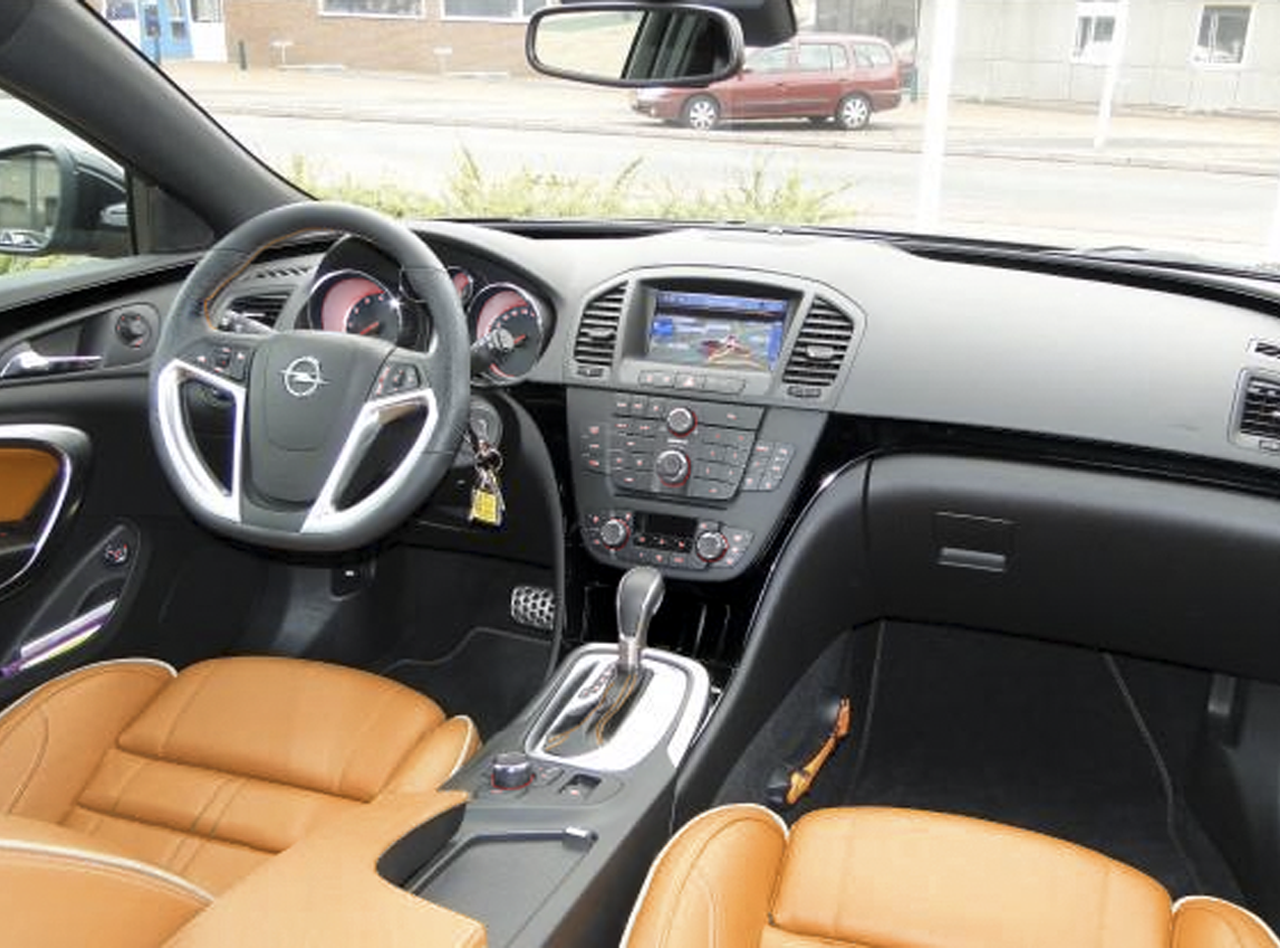
Abitacolo di una Opel Insignia

Dal punto di vista tecnico, l'Insignia utilizzò un pianale inedito, sviluppato ex-novo e che in seguito avrebbe costituito la base anche per altri modelli appartenenti al gruppo GM, all'epoca detentrice del marchio Opel. Tale pianale, denominato Epsilon II, era caratterizzato da alcune soluzioni inedite, come l'avantreno di tipo MacPherson evoluto, vale a dire con un doppio attacco superiore studiato per disaccoppiare i movimenti di molle ed ammortizzatori. Il retrotreno era invece di tipo multilink. Per entrambi gli schemi sospensivi si fece un uso abbastanza consistente di lega di alluminio. L'impianto frenante era a quattro dischi, dei quali quelli anteriori di tipo autoventilante, mentre lo sterzo era a cremagliera con servocomando elettro-idraulico.
La gamma delle motorizzazioni è piuttosto ampia già al momento del debutto: per quanto riguarda i motori a benzina si va dal 1.6 Family I da 110 CV al 2 litri Family II sovralimentato da 220 CV. Sul fronte dei motori diesel si monta un solo motore turbodiesel common rail da 2 litri  prodotto a Kaiserslautern in Germania, con potenze variabili di 130 e 160 CV.
In alcuni mercati, principalmente in quello tedesco, come motorizzazione di punta vi è un 2.8 biturbo a benzina in grado di erogare 260 CV di potenza massima. Tale motorizzazione, non presente nella gamma italiana d'esordio, ne sarebbe entrata a far parte solo in seguito.
Tutti i motori sono "Euro 5" e sono accoppiati ad un cambio a 6 marce o automatico sequenziale a 6 marce ad eccezione dei 1.6 e 1.8 a benzina che montano un manuale a 5 marce.
Per quanto riguarda la trazione, essa è in genere anteriore, ma in alcune versioni si può avere a richiesta la trazione integrale, che su alcune versioni di punta, come la 2.8 V6, diventa di serie. La trazione sulle quattro ruote avviene montando una frizione sull'albero di trasmissione che porta la coppia anche al retrotreno. Tale frizione è nota come "frizione Haldex" e funge anche da differenziale per la ripartizione della coppia tra i due assi.
A richiesta, si poteva ordinare la vettura con un sistema denominato Flex Ride dalla Casa tedesca, il quale prevedeva la gestione elettronica di sospensioni, risposta dell'acceleratore, sterzo e controllo di trazione.

## Evoluzione

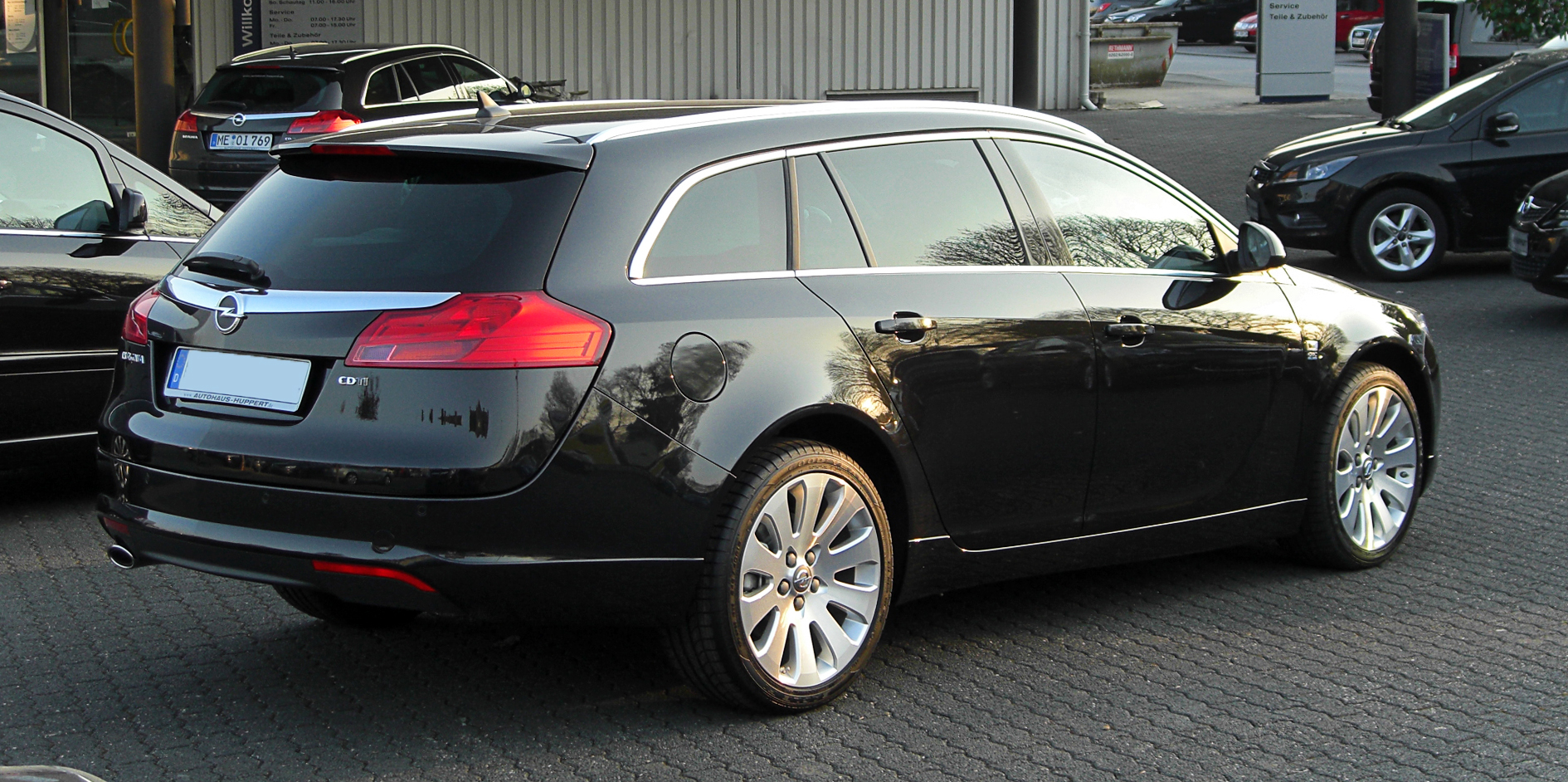
Posteriore di una versione station wagon denominata Sport Tourer del 2011

Nella primavera del 2009, al Salone di Barcellona, è stata presentata la versione sportiva, il cui debutto, però, non avverrà che qualche mese dopo, in estate. Tale modello, denominato Insignia OPC, presenta una decisa caratterizzazione estetica, con prese d'aria anteriori di disegno specifico e terminali di scarico incassati nel paraurti posteriore. La vettura è dotata di un 2.8 litri A28NER sovralimentato con turbocompressore twin scroll ed in grado di raggiungere 325 CV di potenza massima. Tale modello rappresenta la seconda Opel stradale più potente e performante di sempre (il primato appartiene all'Omega Lotus che aveva 377 CV) e raggiunge una velocità massima autolimitata a 250 km/h.Tale versione debutta nell'estate del 2009, mentre alla fine dell'estate del 2010, la versione 2.8 Turbo da 260 CV giunge anche nel listino italiano.
Sempre in primavera, si ebbe anche il debutto della versione station wagon: anch'essa progettata al Centro Stile di Rüsselsheim, la Insignia SW guadagnò alcuni cm in più in lunghezza, concentrati nella zona posteriore, opportunamente sviluppata per privilegiare la capacità di carico. Specifici della grossa giardinetta tedesca furono il grande portellone e la fanaleria a sviluppo orizzontale. La capacità di carico era di 540 litri con il divano posteriore in posizione, ma raggiungeva ben 1.530 litri con lo schienale abbattuto.
Nel 2011, la Insignia OPC viene proposta per il solo mercato tedesco anche in versione Unlimited, cioè con limitatore di velocità spostato a 270 km/h. Nello stesso anno, al salone dell'automobile di Francoforte viene presentata la nuova gamma Insignia, che propone tra l'altro una nuova versione di base, equipaggiata con il piccolo 1.4 Turbo da 140 CV, tale versione va a sostituire il precedente motore 1.8 16v aspirato di pari potenza. Inoltre il 2 litri turbo da 220 CV è stato affiancato da una versione più performante, in grado di erogare fino a 250 CV e caratterizzata anch'essa dalla presenza della trazione integrale.

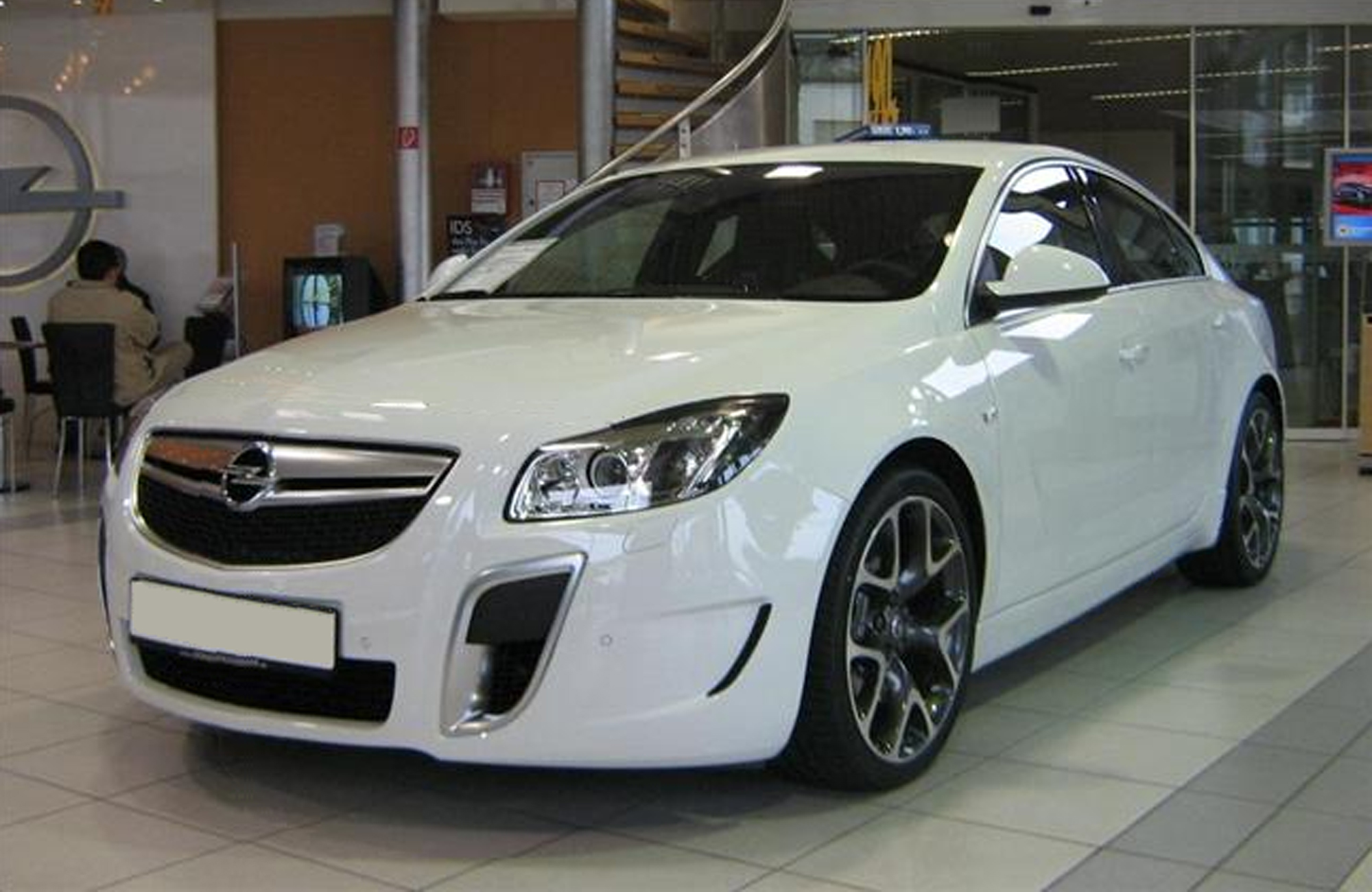
Opel Insignia OPC del 2009

Tra la fine del 2011 e l'inizio del 2012 la gamma Insignia si amplia con l'arrivo del 2.0 CDTI biturbo, un motore turbodiesel common rail in grado di erogare fino a 195 CV di potenza massima.
Nella seconda metà di agosto arriva la prima Insignia alimentata a gas, nella fattispecie a GPL. La Insignia GPL-Tech (questo il nome del nuovo modello) abbina il 1.4 Turbo di base da 140 CV all'impianto a gas, in modo da offrire una maggior economia di esercizio dovuta più che altro al minor prezzo del gas (un'auto bi-fuel benzina-GPL consuma generalmente di più in modalità a gas).
Nel 2011 l'organizzazione tedesca Dekra nel suo Rapporto Affidabilità 2011 l'ha insignita del titolo di auto più affidabile, grazie ad un indice pari al 96,1% di esemplari privi di difetti dal momento dell'acquisto ad oggi.
Per quanto riguarda la sicurezza automobilistica, è stata sottoposta due volte ai crash test dell'Euro NCAP con il risultato di 5 stelle sia nella prova del 2008, che in quella del 2009.
Nel 2012, per il solo mercato tedesco, sulle Insignia 2.0 CDTI da 160 CV e 2.0 Turbo da 220 CV è possibile ottenere a richiesta anche il telaio con avantreno HiPerStrut fino a quel momento riservato alla OPC.

### Restyling 2013

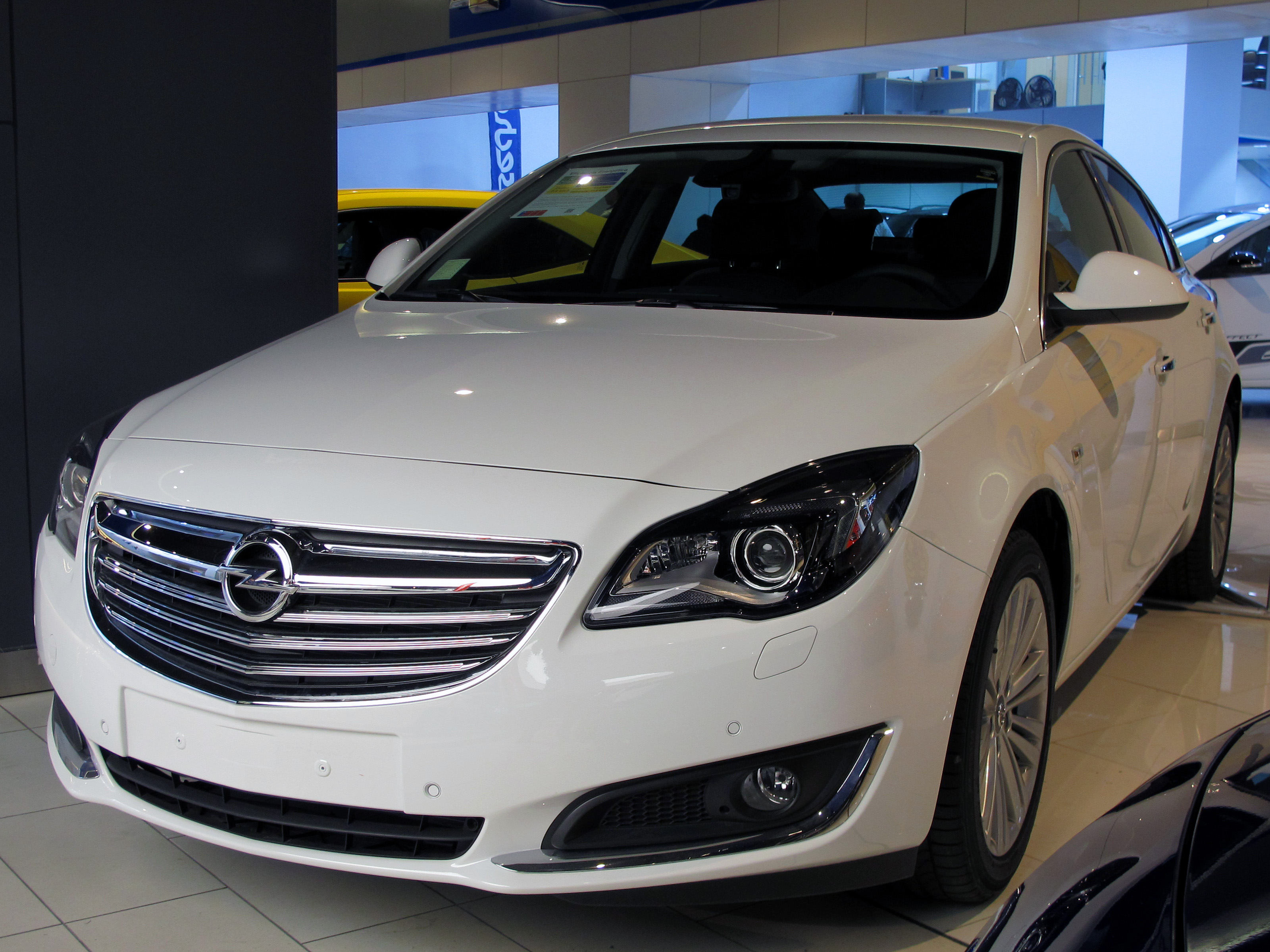
Una Insignia dopo il restyling del 2013

Nell'estate del 2013 la vettura viene sottoposta ad un aggiornamento e viene presentata dal vivo in anteprima al Salone di Francoforte dello stesso anno. Sul piano estetico il frontale ha visto l'arrivo di nuovi gruppi ottici dal fondo nero lucido e dal nuovo disegno; la calandra è stata poi allargata, andando così ad eliminare le due nervature verticali presenti nel frontale precedente. Anche il paraurti anteriore è stato ridisegnato e presenta nuove prese d'aria e nuovi alloggiamenti per i faretti fendinebbia. Posteriormente le modifiche riguardarono anch'esse i gruppi ottici, ridisegnati anch'essi, ora con un profilo più elaborato: la barra cromata che prima trovava alloggiamento tra le due estremità interne dei gruppi ottici, ora li penetra all'interno della loro sagoma, un po' come nella Opel Cascada lanciata l'anno prima. Lievi modifiche anche il padiglione e allo scudo paraurti posteriore, che ora incorpora un incavo porta targa di maggiori dimensioni. Nell'abitacolo viene ridisegnata la consolle centrale, che presenta meno pulsanti dopo le forti critiche della stampa e del pubblico alla soluzione precedente. I pulsanti mancanti sono in gran parte incorporati nello schermo interattivo integrato nel sistema multimediale.

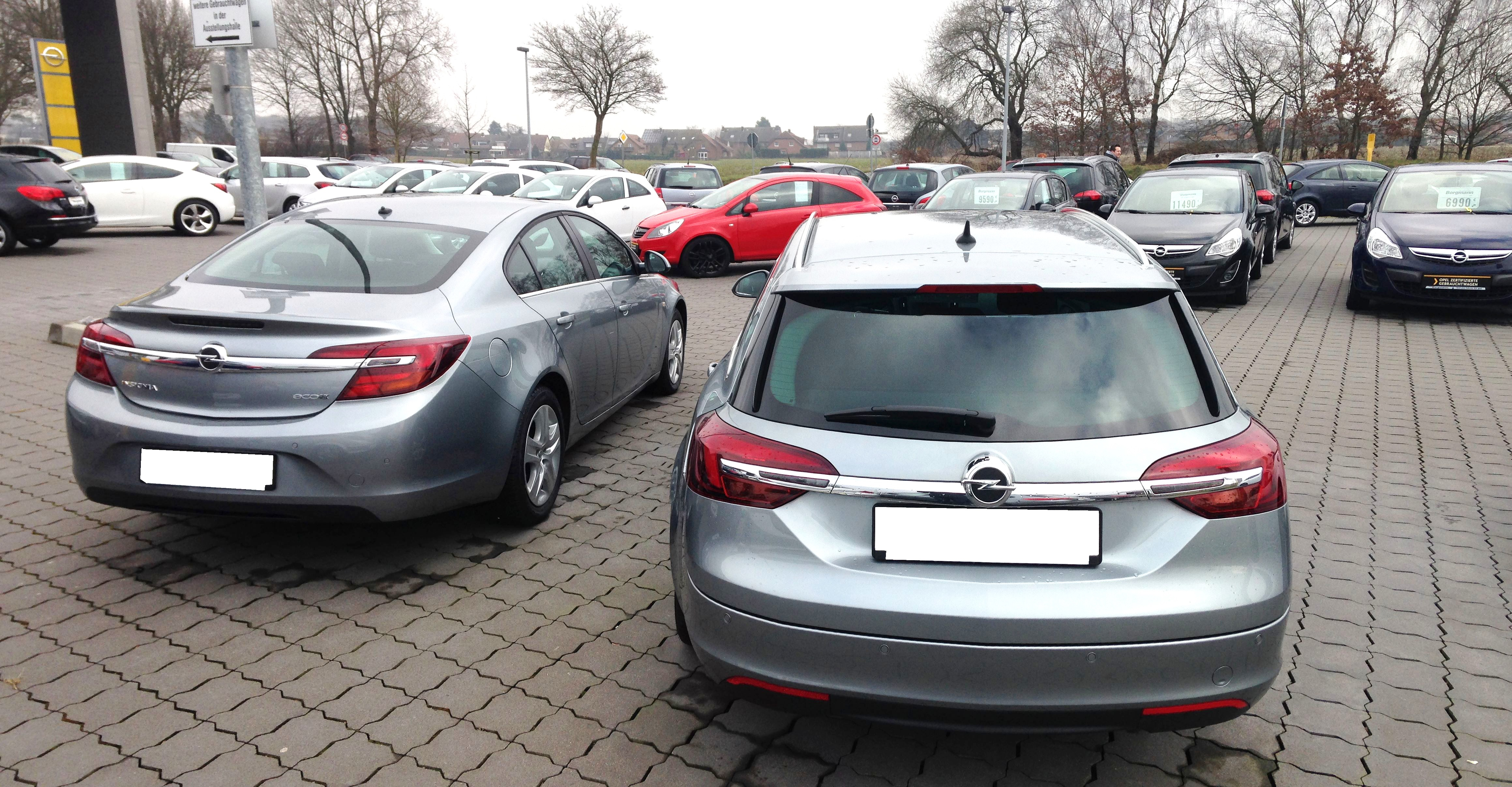
Da sinistra, posteriore di una Insignia berlina e Sport Tourer Restyling 2013

Per quanto riguarda i motori, la Insignia restyling vede l'arrivo del nuovo 1.6 SIDI da 170 CV, che va a rimpiazzare il precedente 1.6 Turbo da 180 CV. Dal 2 litri già utilizzato in più varianti nella gamma Opel, è stato poi derivato il nuovo 2 litri SIDI da 250 CV che va sia a sostituire la precedente motorizzazione di pari potenza, sia il 2.8 V6 Turbo da 260 CV. Per quanto riguarda i motori diesel, il 2 litri depotenziato a 110 CV viene portato a 120 CV. Il 2 litri CDTI da 130 CV sparisce invece dal mercato tedesco ma viene mantenuto in alcuni altri mercati. Comuni all'intero mercato europeo sono invece le versioni superiori, tutte con cilindrata di 1956 cm³, e con potenze di 140, 163 e 195 CV.

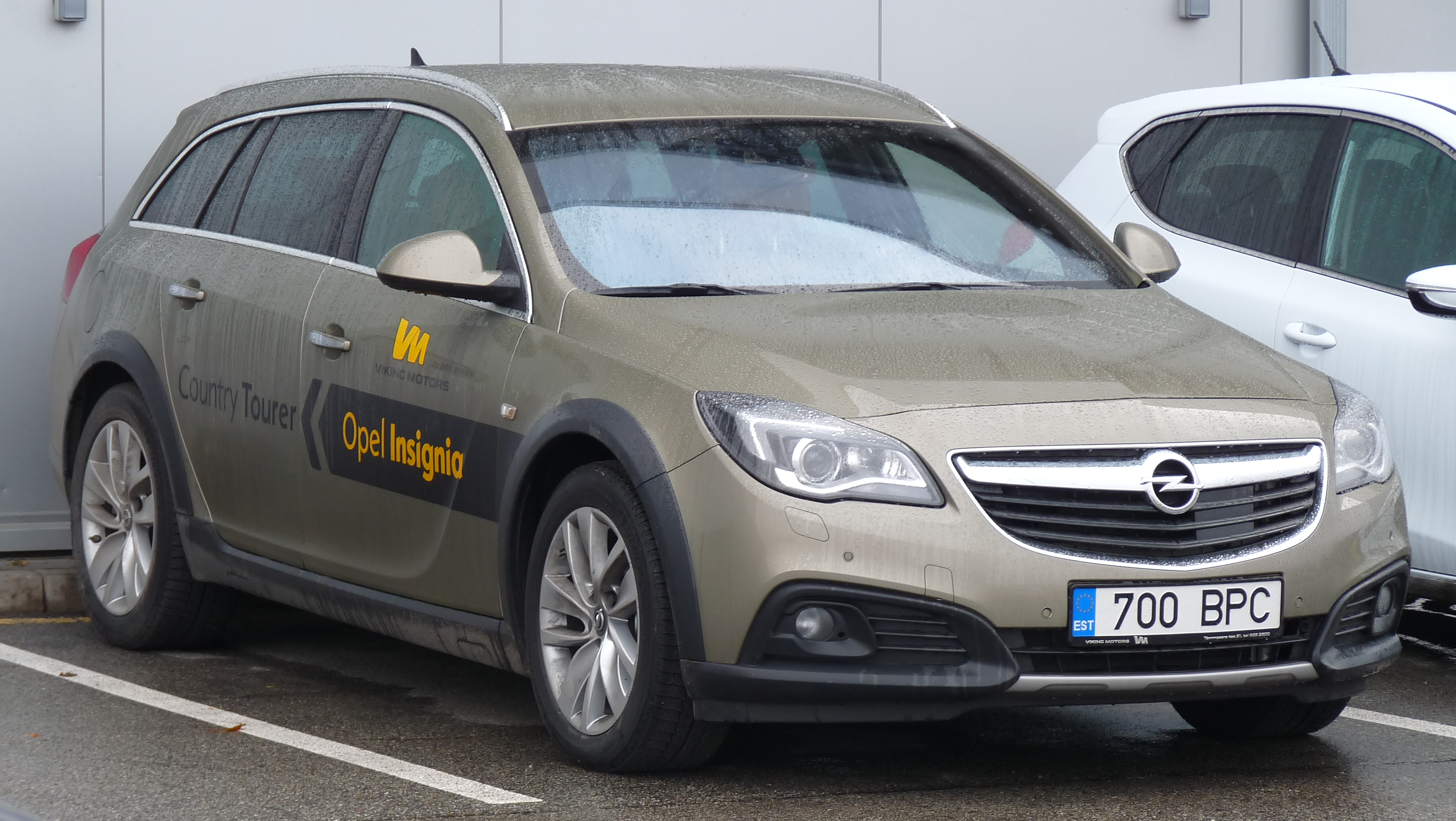
Insignia Country Tourer

Per quanto riguarda la gamma, con l'aggiornamento del 2013 si è avuta un'altra importante novità, ossia la Insignia Country Tourer, ovvero la versione station wagon con le ormai classiche caratteristiche da crossover SUV ovvero assetto leggermente rialzato e protezioni in plastica nera su paraurti, passaruota e fiancate.  Le motorizzazioni previste per la Country Tourer sono il 2 litri diesel CDTI da 163 e da 195 CV e il 2 litri benzina SIDI da 250 CV (presente però solo in alcuni mercati). La Country Tourer inizialmente era prevista unicamente a trazione integrale, successivamente si è aggiunta a listino la versione con due ruote motrici.
All'inizio del 2015 c'è stato un altro aggiornamento che ha interessato il 2 litri a gasolio nella sua variante più potente, passata da 163 a 170 CV. Quest'ultimo propulsore fa parte dell'ultima famiglia di motori sviluppata esclusivamente da GM Powertrain Europe senza il supporto del gruppo Fiat (GM Large Diesel Engine). Si tratta di un motore completamente nuovo, sviluppato per rispettare la normativa Euro 6 sulle emissioni inquinanti e ridurre al minimo vibrazioni e rumore, migliorando il comfort di marcia. Nel corso dell'estate dello stesso anno, vi furono alcuni aggiornamenti alla base della gamma motori a gasolio: le due unità da 2 litri da 120 e 131 CV lasciarono il posto a due varianti del nuovo motore 1.6 CDTI, rispettivamente da 120 e 136 CV.
Nella primavera del 2016 il 1.6 CDTI da 136 CV va ad equipaggiare anche le versioni Country Tourer con assetto rialzato, dando così origine ad una versione economica della variante station wagon da sterrato.
La commercializzazione della prima generazione della Insignia cessa il 18 gennaio del 2017, mentre l'ultimo esemplare esce dalle linee di montaggio nel mese di aprile. Nel frattempo, al Salone di Ginevra viene presentata la nuova generazione della Insignia che va a sostituire il modello attuale.

### Altri mercati

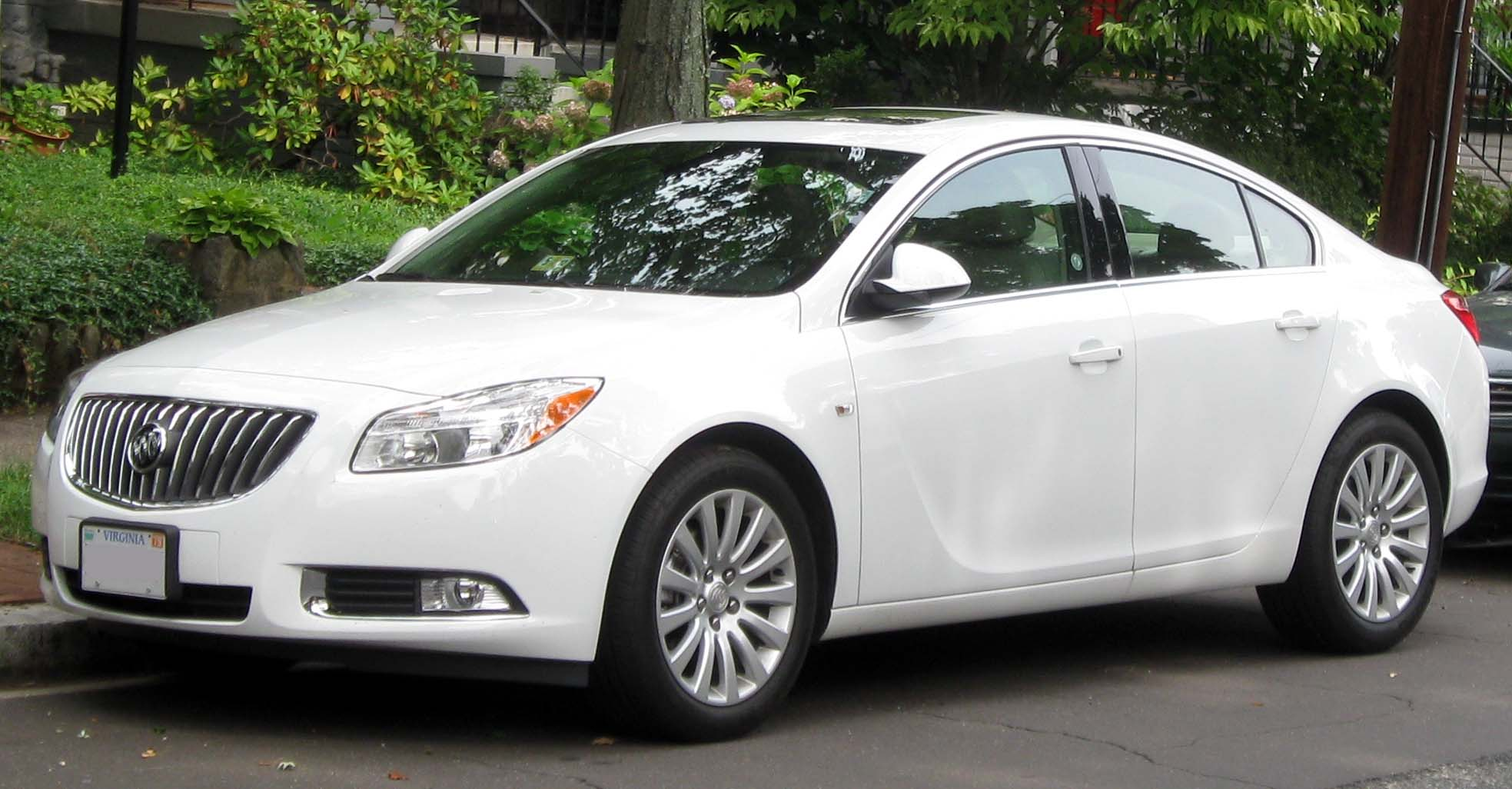
Una Buick Regal

La produzione dell'auto è prevista anche in altri mercati e con altri marchi a seconda dell'area economica di mercato: nel Regno Unito, la produzione è come da tradizione con il marchio Vauxhall (nelle versioni Exclusiv, S, SE, SRi, Elite e VXR); in Australia viene invece utilizzato quello Holden mentre negli USA viene venduta con il marchio Buick. In Sud America, la vettura è stata venduta fino al 2012 come Chevrolet Vectra (nome già utilizzato dall'antenata Opel Vectra, e per un po' di tempo anche dalla Opel Astra H) e poi con marchio e nome originale.

## Riepilogo caratteristiche
Di seguito sono riportati i dati tecnici relativi alle Opel Insignia berlina commercializzata in Europa: le versioni station wagon hanno caratteristiche simili, ma la massa è superiore di circa 75 kg, la velocità massima inferiore di circa 5–6 km/h, lo scatto da fermo è inferiore di 0,3 s ed il consumo peggiora di circa 0,2 l/100 km.
| Modello | Anni di produzione  | Tipo motore | Cilindrata (cm³) | Potenza max CV/rpm | Coppia max Nm/rpm                  | Massa a vuoto (kg) | Velocità max (Km/h) | Acceler. 0–100 km/h (s) | Consumo (l/100 km) | Emissioni CO2 (g/km) |
| A benzina |                     |             |                  |                    |                                    |                    |                     |                         |                    |                      |
| 1.4 Turbo | 2011-17             | A14NET      | 1364             | 140/ 4900-6000     | 200/ 1850-4900                     | 1.473              | 205                 | 10"9                    | 5,6                | 134                  |
| 1.6 16v | 2008-121            | A16XER      | 1598             | 115/6000           | 155/3800                           | 1.503              | 192                 | 13"5                    | 8,1                | 179                  |
| 1.6 16v Turbo | 2011-13             | A16LET      | 1598             | 180/5500           | 230 (266 con overboost)/ 2200-5500 | 1.510              | 225                 | 8"9                     | 7,7                | 164                  |
| 1.6 Turbo SIDI | 2013-17             | A16XHT      | 1598             | 170/6000           | 260 (280 con overboost)/ 1650-3200 | 1.496              | 220                 | 9"2                     | 6                  | 139                  |
| 1.8 16v | 2008-111 e 2012-131 | A18XER      | 1796             | 140/6300           | 175/3800                           | 1.503              | 206                 | 11"9                    | 8,3                | 184                  |
| 2.0 16v Turbo (220CV) | 2008-13             | A20NHT      | 1998             | 220/5300           | 350/2000-4000                      | 1.580              | 242                 | 7"6                     | 8,8                | 189                  |
| 2.0 16v Turbo 4x4 (220CV) | 2008-10             | A20NHT      | 1998             | 220/5300           | 350/2000-4000                      | 1.695              | 237                 | 7"9                     | 10,5               | 229                  |
| 2.0 16v Turbo 4x4 (250CV) | 2011-132            | A20NHH      | 1998             | 250/5300           | 400/ 2400-3600                     | 1.658              | 250                 | 7"5                     | 8,8                | 207                  |
| 2.0 Turbo SIDI | 2013-171            | A20NFT      | 1998             | 250/4500           | 400/ 2500-4500                     | -                  | 250                 | 7"5                     | 7.8                | 184                  |
| 2.8 V6 4x4 | 2008-133            | A28NET      | 2792             | 260/5500           | 350/1900-4500                      | 1.735              | 250                 | 6"9                     | 11,8               | 258                  |
| 2.8 V6 Turbo OPC | 2009-17             | A28NER      | 2792             | 325/5250           | 435/5250                           | 1.825              | 2504                | 6"                      | 12                 | 268                  |
| A gasolio |                     |             |                  |                    |                                    |                    |                     |                         |                    |                      |
| 1.6 CDTI (120CV) | 2015-17             | B16DTJ      | 1598             | 120/4000           | 320/2000                           | 1.521              | 195                 | 11"9                    | 4.1                | 109                  |
| 1.6 CDTI (136CV) | 2015-17             | B16DTH      | 1598             | 136/4000           | 320/2000                           | 1.496              | 210                 | 10"9                    | 5                  | 132                  |
| 2.0 16v CDTI (110CV) | 2008-131            | A20DTL      | 1956             | 110/4000           | 260(320 con overboost)/ 1750-2500  | 1.510              | 190                 | 12"1                    | 4,4                | 116                  |
| 2.0 16v CDTI (120CV) | 2013-151            | A20DTC      | 1956             | 120/4000           | 300 (320 con overboost)/ 1750-2500 | -                  | 195                 | 11"9                    | 3,7                | 99                   |
| 2.0 16v CDTI (130CV) | 2008-175            | A20DTJ      | 1956             | 130/4000           | 300/1750-2500                      | 1.538              | 205                 | 11"1                    | 5,8                | 124                  |
| 2.0 16v CDTI (140CV) | 2013-17             | A20DTE      | 1956             | 140/4000           | 350 (370 con overboost)/ 1750-2500 | 1.538              | 205                 | 10"5                    | 3,7                | 99                   |
| 2.0 16v CDTI (160CV) | 2008-13             | A20DTH      | 1956             | 160/4000           | 350/1750-2500                      | 1.548              | 221                 | 9"5                     | 5,1                | 134                  |
| 2.0 16v CDTI 4x4 | 2008-13             | A20DTH      | 1956             | 160/4000           | 350/1750-2500                      | 1.658              | 215                 | 10"2                    | 5,6                | 147                  |
| 2.0 16v CDTI (163CV) | 2013-14             | A20DTH      | 1956             | 163/4000           | 350 (380 con overboost)/ 1750-2500 | 1.548              | 218                 | 9"5                     | 4,3                | 114                  |
| 2.0 16v CDTI 4x4 | 2013-14             | A20DTH      | 1956             | 163/4000           | 350 (380 con overboost)/ 1750-2500 | 1.658              | 215                 | 10"2                    | 5,3                | 139                  |
| 2.0 16v CDTI (170CV) | 2015-17             | B20DTH      | 1956             | 170/3750           | 400/ 1750-2500                     | 1.538              | 225                 | 9"                      | 4.6                | 118                  |
| 2.0 16v CDTI 4x4 (170CV) | 2015-17             | B20DTH      | 1956             | 170/3750           | 400/ 1750-2500                     | 1.713              | 220                 | 10"                     | 5.5                | 144                  |
| 2.0 16v CDTI BiTurbo | 2011-17             | A20DTR      | 1956             | 190/4000           | 400/2000                           | 1.589              | 230                 | 8"7                     | 4,9                | 129                  |
| 2.0 16v CDTI BiTurbo 4x4 | 2011-17             | A20DTR      | 1956             | 190/4000           | 400/2000                           | 1.658              | 228                 | 8"9                     | 5,4                | 144                  |
| Bi-fuel |                     |             |                  |                    |                                    |                    |                     |                         |                    |                      |
| 1.4 GPL-Tech | 2012-17             | B14NET      | 1364             | 140/ 4900-6000     | 200/ 1850-4900                     | 1.473              | 195                 | 12"4                    | 7,6                | 124                  |
| Note: 1Non per l'Italia 2In Italia a partire dal 2012 3in Italia dal 2010 al 2012 4270 km/h per la versione Unlimited 5A partire dal 2013 solo in alcuni mercati tra cui l'Italia |                     |             |                  |                    |                                    |                    |                     |                         |                    |                      |